# Sneedville
Sneedville és una població dels Estats Units a l'estat de Tennessee. Segons el cens del 2000 tenia 1.257 habitants.

## Demografia
Segons el cens del 2000, Sneedville tenia 1.257 habitants, 527 habitatges, i 310 famílies. La densitat de població era de 212,9 habitants/km².
Dels 527 habitatges en un 27,1% hi vivien nens de menys de 18 anys, en un 41,2% hi vivien parelles casades, en un 14,6% dones solteres, i en un 41% no eren unitats familiars. En el 38,9% dels habitatges hi vivien persones soles el 18,6% de les quals corresponia a persones de 65 anys o més que vivien soles. El nombre mitjà de persones vivint en cada habitatge era de 2,08 i el nombre mitjà de persones que vivien en cada família era de 2,77.
Per edats la població es repartia de la següent manera: un 18,4% tenia menys de 18 anys, un 11,4% entre 18 i 24, un 28,2% entre 25 i 44, un 23,5% de 45 a 60 i un 18,5% 65 anys o més.
L'edat mediana era de 40 anys. Per cada 100 dones de 18 o més anys hi havia 96,9 homes.
La renda mediana per habitatge era de 13.281 $ i la renda mediana per família de 20.208 $. Els homes tenien una renda mediana de 20.500 $ mentre que les dones 15.461 $. La renda per capita de la població era de 13.173 $. Entorn del 32,9% de les famílies i el 36,3% de la població estaven per davall del llindar de pobresa.

## Poblacions més properes
El següent diagrama mostra les poblacions més properes.